# 新安德里伊夫卡 (蘇梅區)
51°0′35″N 34°13′8″E / 51.00972°N 34.21889°E
新安德里伊夫卡（烏克蘭語：Новоандріївка）是位於烏克蘭東北部的村莊，由蘇梅州蘇梅區的比洛皮利亞市鎮負責管轄。該村分別距離泰雷欣基1公里和烏里揚尼夫卡3.5公里，海拔高度157米，2001年人口90。